# Paruzzaro
Paruzzaro es un municipio italiano situado en la provincia de Novara, en Piamonte. Tiene una población estimada, a fines de abril de 2023, de 2138 habitantes.

## Evolución demográfica
| Gráfica de evolución demográfica de Paruzzaro entre 1861 y 2023 |
|                                                                 |
| Fuente: ISTAT - Elaboración gráfica de Wikipedia                |